# Bonaventura Planella i Conxello
Bonaventura Planella i Conxello (Barcelona, 1772-19 d'agost de 1844) fou un escenògraf i dibuixant català.

## Biografia
El seu pare Gabriel Planella i Bonfill treballava com a ajudant d'escenografia de Francesc Xiurach al Teatre de la Santa Creu de Barcelona. Alumne de l'Escola de la Llotja, va rebre classes de Pere Pau Montaña, amb qui va conèixer els treballs dels germans Tramulles. Durant el seu aprenentatge també va col·laborar amb Carnevali i Lucini al Teatre de la Ciutat.
El 1803 va esdevenir professor de l'Escola de la Llotja, i durant les primeres dècades del segle xix va treballar arreu de Catalunya, passant per teatres de Girona, Tortosa, Tarragona o Vinaròs. Els seus fills Josep i Francesc també serien escenògrafs.
Al fons del Gabinet de dibuixos del Museu Nacional d'Art de Catalunya es conserva un esbós d'una escenografia dissenyada per Planella, provinent de la col·lecció de Raimon Casellas.
Germà de Gabriel Planella i pare de Josep Planella i Coromina